# Гидрид магния
Гидри́д ма́гния — бинарное неорганическое химическое соединение с химической формулой MgH2.
Содержит 7,66 % вес. водорода, в связи с чем рассматривается в качестве возможной среды для его хранения.

## Свойства
Представляет собой твёрдое белое нелетучее вещество. Малорастворим в воде. Взаимодействует со спиртами и водой:
{\displaystyle {\ce {MgH2 + 2H2O -> 2H2 + Mg(OH)2.}}}
При нагревании свыше 287 °C при атмосферном давлении разлагается:
{\displaystyle {\ce {MgH2 -> Mg + H2.}}}
Относительно высокая температура разложения рассматривается как некоторый недостаток для применения вещества в качестве обратимого хранилища водорода.

## Получение
Гидрид магния получают реакцией магния с водородом при 570 °C и около 200 атмосфер в присутствии катализатора — иодида магния (выход реакции 60 %):
{\displaystyle {\ce {Mg + H2 -> MgH2.}}}
Также возможно получение вещества взаимодействием гидрида лития LiH с магнийалкилами (например, с диэтилмагнием).

## Применение
В Китае испытано взрывное устройство с гидридом магния. В нём последний под действием обычных взрывчатых веществ как инициатора высвобождает газообразный водород.